# Wilfried Yeguete
Wilfried Yeguete, né le 16 octobre 1991 à Pessac, est un joueur français de basket-ball. Il mesure 2,01 m et joue au poste d'ailier fort.

## Biographie
Lors de la saison 2010-2011, Yeguete intègre l'effectif des Gators de Floride, l'équipe de basket-ball universitaire de l'université de Floride.
Lors de la saison 2013-2014, il atteint le Final Four de la NCAA après une série de 30 matches sans défaite (record pour l'université de Floride). Par la suite, les Gators sont battus en demi-finale par les Huskies du Connecticut de DeAndre Daniels et Shabazz Napier.
À la suite de ses quatre années de cursus universitaire, il signe au STB Le Havre durant l'été 2014.
En juin 2015, Yeguete rejoint l'Élan béarnais Pau-Lacq-Orthez.
À l'issue de la saison 2015-2016, il reçoit le trophée du joueur ayant le plus progressé .
Le 13 juin 2016, il signe un contrat de 3 ans avec Le Mans Sarthe Basket.
À l'été 2019, Yeguete s'engage pour deux saisons avec l'AS Monaco. Il se blesse au genou en juin 2021.
En juillet 2022, Yeguete qui n'a pas joué depuis sa blessure au genou en juin 2021, s'engage pour deux saisons avec le Limoges CSP,. Après une saison avec le club limougeaud, il fait son retour au Mans, avec un contrat de deux ans.

## Équipe de France
Yeguete participe en juillet 2011 au championnat d'Europe des 20 ans et moins qui se déroule en Espagne. L'équipe française obtient la médaille de bronze. L'équipe est surtout remarquée pour ses qualités défensives et Yeguete est présenté comme le meilleur défenseur de l'équipe. Il marque 6,2 points et prend 5,6 rebonds en moyenne par rencontre.
Le 6 mai 2014, il fait partie de la liste des seize joueurs pré-sélectionnés pour l'équipe de France A' pour effectuer une tournée en Chine et en Italie durant le mois de juin. 

## Palmarès
- Médaille de bronze du championnat d'Europe 2011 des 20 ans et moins
- Champion  de France Pro A en 2018 avec Le Mans.
- Vainqueur de l'EuroCoupe de basket-ball 2020-2021 avec l'AS Monaco